# دوباره و دوباره (ترانه تایلا)
«دوباره و دوباره» (انگلیسی: On and On) ترانه‌ای از تایلا، خواننده اهل آفریقای جنوبی از نخستین آلبوم استودیویی او به نام تایلا (۲۰۲۴) است. این ترانه در ۱ دسامبر ۲۰۲۳ به همراه دو ترانهٔ دیگر توسط فکس و اپیک رکوردز به عنوان تک‌آهنگ تبلیغاتی این آلبوم منتشر شد. یک اجرای زنده از این ترانه توسط پلتفرم موسیقی کالرز اکس استودیوز در یوتیوب و پلتفرم‌های استریم دیجیتال، یک روز قبل از انتشار ترانه، منتشر شد.

## جدول‌های موسیقی
| جدول (۲۰۲۳)                             | بالاترین جایگاه |
| --------------------------------------- | --------------- |
| ترانه‌های افروبیت بریتانیا (اوسی‌سی)      | ۱۶              |
| ترانه‌های افروبیت ایالات متحده (بیلبورد) | ۱۰              |